# Assassinio di Kitty Genovese
L'assassinio di Kitty Genovese è avvenuto a New York nel quartiere di Kew Gardens, distretto del Queens, negli Stati Uniti d'America il 13 marzo 1964.
Le circostanze dell'assassinio e la mancata reazione da parte dei vicini alle richieste di aiuto della vittima furono riportate da un articolo del New York Times il 27 marzo 1964, seppur con alcune inaccuratezze sulla dinamica degli eventi, dimostrate in seguito, e divennero il simbolo di un fenomeno psicologico noto come "effetto spettatore", "complesso del cattivo samaritano" o anche "sindrome Genovese". Il caso di Kitty Genovese è considerato una delle principali ragioni che hanno portato alla creazione del 911, il numero unico per le emergenze attivo negli Stati Uniti d'America dal 1968.

## Storia

### La vittima
Catherine Susan Genovese, nota come Kitty, nacque a New York il 7 luglio 1935 da una famiglia italoamericana appartenente al ceto medio: era la maggiore di cinque fratelli e trascorse l'infanzia nel quartiere di Brooklyn. Dopo che sua madre fu testimone di un omicidio in città, nel 1954 la famiglia scelse di trasferirsi nel Connecticut. La diciannovenne Kitty, al contrario, decise di restare in città, dove gestiva il locale Ev's 11th Hour Sports Bar sulla Jamaica Avenue, nel quartiere di Hollis, nel Queens. All'epoca del suo omicidio viveva in un appartamento del Queens che condivideva con la sua compagna, Mary Ann Zielonko.

### L'aggressione
Il 13 marzo 1964 Kitty Genovese tornò a casa in auto molto tardi. Arrivò verso le 3:15 di notte e parcheggiò a circa 30 metri dall'uscio dello stabile, in modo da non disturbare Mary Ann che dormiva. La ragazza fu avvicinata da un uomo di nome Winston Moseley, che le corse dietro e la raggiunse in breve tempo, accoltellandola alla schiena per due volte.. Le urla della donna furono udite da parecchi vicini ma, in una fredda notte e con le finestre chiuse, solo pochi di loro riconobbero in quei suoni richieste di aiuto. Quando uno dei vicini gridò contro l'aggressore «Lascia stare quella donna!», Moseley fuggì e Kitty arrancò lentamente verso il suo appartamento, ubicato alla fine del fabbricato. Era gravemente ferita e ora si trovava lontano dalla vista di quelli che erano intervenuti mettendo in fuga l'aggressore.
Come risultò dalle registrazioni, le prime telefonate di aiuto fatte alla polizia erano confuse e questo non fece ottenere la giusta priorità alla faccenda. Un testimone riferì che suo padre chiamò la polizia dopo il primo attacco e affermò che una donna «era stata picchiata selvaggiamente, ma si era levata in piedi e barcollava all'intorno». Altri testimoni videro Moseley entrare nell'auto e andarsene, per tornare solo dieci minuti più tardi. Egli cercò sistematicamente la sua vittima nell'area del parcheggio, alla stazione ferroviaria e in un piccolo complesso di appartamenti, finché non la trovò accasciata in un androne sul retro dell'edificio, appena cosciente. Fuori dalla vista della strada e di quelli che potevano aver sentito o visto qualcosa dell'attacco precedente, Moseley procedette ad un secondo assalto, pugnalandola per diverse volte. Le ferite da coltello alle mani lasciavano intendere che la donna avesse tentato di difendersi. Mentre la donna era in fin di vita, l'uomo la violentò. Poi le rubò circa 49 dollari e la lasciò agonizzante nell'androne. La durata complessiva dell'aggressione fu di almeno mezz'ora.
Pochi minuti dopo la fine dell'aggressione, un testimone, Karl Ross, chiamò la polizia. Le forze dell'ordine e il personale medico arrivarono entro pochi minuti dalla chiamata di Ross: la Genovese fu portata via in ambulanza e morì durante il tragitto in ospedale per emorragia. Quando emersero maggiori particolari sull'episodio, venne determinato che molto probabilmente Kitty sarebbe sopravvissuta se avesse ricevuto soccorsi nei minuti precedenti. Successivamente le indagini disposte dalla polizia e dal pubblico ministero rivelarono che una dozzina di vicini (quasi certamente non i 38 citati dall'articolo del New York Times) avevano avuto modo di udire o osservare parti dell'attacco, sebbene nessuno avesse potuto essere testimone dell'omicidio o pienamente consapevole di quanto stava avvenendo. Solo un testimone (Joseph Fink) si era reso conto che la donna era stata pugnalata già nel primo attacco, e soltanto Karl Ross era conscio nel secondo. Molti erano del tutto inconsapevoli di un'aggressione o un omicidio in corso. Al primo attacco alcuni dissero di aver pensato che si trattasse di un litigio amoroso o schiamazzi di ubriachi o un gruppo di amici usciti da un bar. Un altro testimone che aveva assistito alla scena riferì di non essere intervenuto per "non rimanere coinvolto" e un altro dichiarò freddamente di "essere stanco e voler tornare a letto".

### I funerali
Per volere della madre, Kitty Genovese fu seppellita nel cimitero monumentale della città di New Canaan (Connecticut). La famiglia chiese di mantenere riservata l'ubicazione della tomba all'interno del camposanto e di non indirizzare i visitatori alla tomba da parte del personale.

### Il colpevole
Winston Moseley, afroamericano, operatore di macchine da stampa, fu catturato più tardi in occasione di un altro crimine. Confessò non solo l'omicidio di Kitty Genovese, ma anche altri tre delitti a sfondo sessuale. Perizie psichiatriche successive supposero che Moseley fosse un necrofilo. Fu dichiarato colpevole di omicidio e condannato a morte.
Moseley rilasciò una confessione in cui espose minuziosamente l'aggressione, circostanziando le prove obiettive raccolte sulla scena del crimine. Il movente per l'attacco era semplicemente «per uccidere una donna». Fu stabilito che Moseley si alzò circa alle due di notte, lasciando sua moglie addormentata a casa, e andò in giro in macchina alla ricerca di una vittima. Vide Kitty Genovese e la seguì nel parcheggio. Moseley testimoniò anche al proprio processo, descrivendo in modo dettagliato l'aggressione, senza lasciare alcun dubbio che egli fosse l'assassino.
La condanna a morte fu successivamente convertita in carcere a vita. La Corte d'Appello di New York ritenne che Moseley avrebbe dovuto avere la possibilità di argomentare di essere "incapace di intendere e di volere" nell'ascoltare la sentenza in cui la corte di giustizia ritenne che fosse in pieno possesso delle facoltà mentali.
Nel 1968, durante lo spostamento nell'ospedale di Buffalo nello stato di New York, dove era stato portato d'urgenza per essersi infilato un barattolo di minestra nel retto in cerca di un pretesto per lasciare la prigione, Moseley sopraffece il guardiano e lo malmenò. Quindi si impossessò di una mazza, cercò di sferrare un colpo alla persona più vicina a lui e prese cinque ostaggi, aggredendone sessualmente uno, prima di essere catturato. Successivamente partecipò anche alla rivolta della prigione di Attica (New York) del 9 settembre 1971.
Rimase in galera fino al giorno della sua morte, il 5 aprile 2016; la libertà condizionale gli fu sempre negata, per la quindicesima e ultima volta nel 2011. In una precedente udienza per la libertà condizionale non aveva mostrato pentimento e si era difeso dicendo che «per una vittima all'esterno, è questione di una volta, di un'ora o di un minuto, ma per una persona in galera è per sempre».

## Impatto sull'opinione pubblica
La storia dell'assassinio di Kitty Genovese divenne esemplificativo dell'atteggiamento di apatia nei confronti degli altri, mostrato dalla gente di New York, dall'America urbana, o in generale dall'umanità. In particolare molto di questo inquadramento dell'evento fu dovuto alla pubblicazione sul New York Times del 27 marzo 1964 (due settimane dopo l'omicidio) di un articolo investigativo firmato da Martin Gansberg, intitolato "Trentasette che hanno visto l'omicidio non hanno chiamato la polizia" (il numero venne innalzato in seguito a 38). La visione pubblica della storia si cristallizzò attorno a una citazione riportata dall'articolo, proveniente da un non identificato personaggio del vicinato, che vide parte dell'attacco ma che, deliberatamente, prima di sollecitare un altro vicino a chiamare la polizia, non volle «restare coinvolto».
Altri rapporti, citati da Harlan Ellison nel suo libro, Harlan Ellison Watching, affermarono che un uomo alzò il volume della radio per non sentire le urla di Genovese. Ellison dice che il verbale che ha letto ha attribuito la non volontà di «restare coinvolti» a quasi tutti i trentotto che presumibilmente assistettero all'omicidio.
Mentre i vicini della Genovese erano diffamati dall'articolo, "38 spettatori che se ne sono stati con le mani in mano" è un concetto probabilmente fuorviante. L'articolo comincia con:
L'incipit è evocativo, ma probabilmente inaccurato rispetto ai fatti, in quanto risulta che nessuno dei testimoni ha verosimilmente osservato gli attacchi nella loro interezza. A causa della configurazione del complesso edilizio e del fatto che gli attacchi si sono svolti in diversi luoghi, nessun testimone sembra aver osservato l'intera sequenza. La maggior parte ha soltanto ascoltato o assistito a spezzoni dell'episodio senza comprenderne la gravità, alcuni hanno visto solo piccole parti dell'aggressione iniziale, e nessun testimone ha affermato di aver visto direttamente lo stupro e l'attacco in un vestibolo esterno che si concluse con la morte di Genovese.
Ciò nondimeno, l'attenzione dei media indusse la riforma del sistema di pronto intervento telefonico della polizia di New York, che era spesso inefficiente e indirizzava il chiamante al dipartimento sbagliato. Inoltre, alcune comunità organizzarono programmi di vigilanza di quartiere e iniziative analoghe per gli appartamenti, al fine di aiutare le persone in pericolo.
Secondo un articolo del New York Times pubblicato il 28 dicembre 1974, dieci anni dopo il delitto Genovese, la venticinquenne Sandra Zahler fu percossa a morte nel primo mattino del giorno di Natale, in un appartamento dell'edificio affacciato sul sito dell'uccisione di Kitty Genovese. I vicini dissero ancora di aver sentito grida e «feroci colluttazioni» ma non avevano fatto nulla.

### Gli studi di Latané e Darley
Il famoso servizio del giornale dette l'avvio anche a serie indagini di psicologia sociale sull'effetto bystander (effetto spettatore). Gli psicologi sociali Bibb Latané e John Darley iniziarono una serie di ricerche sui motivi per cui non sempre le persone intervengono di fronte alle emergenze. I risultati dei loro studi, pubblicati nel libro The unresponsive bystander: Why doesn't he help?, portarono all'elaborazione di concetti come l'ignoranza pluralistica e la diffusione di responsabilità.

## Nella cultura di massa

### Cinema
- Una scena del film Halloween (1978) di John Carpenter, in cui Laurie Strode (interpretata da Jamie Lee Curtis) chiede aiuto mentre viene inseguita da Michael Myers, ma è ignorata dai vicini, potrebbe essere ispirata all'attacco a Genovese.[24]
- Nel cortometraggio sperimentale del 1980 Groping del regista Alex Proyas si rivede l'omicidio dando una diversa spiegazione sul non intervento dei testimoni.
- Il film The Boondock Saints - Giustizia finale del 1999 inizia con un predicatore che utilizza la storia dell'assassinio di Kitty Genovese in un sermone per illustrare l'idea che osservare passivamente un delitto è criminale come commettere il delitto stesso, o forse persino di più.
- Nel film del 2015 The Witness viene riesaminato l'omicidio con interviste ai famigliari di Genovese e del suo assassino.

### Fumetti
- Nella pubblicazione a fumetti della serie Watchmen, una donna di nome Kitty Genovese viene uccisa nelle stesse circostanze dell'omonima reale. L'omicidio ispirerà Walter Kovacs a diventare Rorschach e a combattere il crimine; la donna non aveva mai ritirato un tessuto ordinato alla sartoria dove lavorava Walter che verrà poi utilizzato dallo stesso per creare la sua caratteristica maschera.

### Letteratura
- Harlan Ellison ha basato sulla morte di Genovese e sui rapporti dell'inattività volontaria dei suoi vicini The Whimper of Whipped Dogs, una storia che vinse il premio Edgar Allan Poe e fu inclusa nell'antologia Deathbird Stories pubblicata nel 1975
- Il romanzo Victims di Dorothy Uhnak (1985) è ispirato al delitto Genovese.[25]
- Il romanzo di Didier Decoin Est-ce ainsi que les femmes meurent? (2009) è basato sull'omicidio di Kitty. Nel 2012 ne è stato tratto il film 38 témoins diretto da Lucas Belvaux.[26]

### Musica
- Il celebre brano The Sound of Silence del 1965 del duo folk Simon & Garfunkel è stato da molti interpretato come un riferimento all'omicidio di Kitty Genovese[27]. Seppur la teoria non fu mai confermata dagli autori, il successo del brano potrebbe essere stato favorito anche dall'impatto mediatico che il caso ebbe sull'opinione pubblica[28].
- Il cantante folk Phil Ochs allude al delitto Genovese nella canzone Outside a Small Circle of Friends inclusa nell'album Pleasures of the Harbor (1967). Racconta cinque diverse situazioni che dovrebbero richiamare l'attenzione del narratore e invitarlo ad agire, ma ognuno dei casi si conclude col verso "I'm sure it wouldn't interest anybody outside of a small circle of friends" (Sono sicuro che non interesserebbe a nessuno al di là di una piccola cerchia di amici).[29]
- Mimi Fariña, una popolare cantante folk di quegli anni, ha scritto una canzone intitolata In The Quiet Morning, ispirata alla morte di Kitty, ma che fu successivamente dedicata a Janis Joplin. La canzone venne eseguita ed inclusa nel disco Come from the Shadows del 1972 da sua sorella Joan Baez.

### Radio
- Poco dopo l'omicidio di Meredith Hunter all'Altamont Free Concert del 1969, la KSAN, una popolare trasmissione radiofonica dell'area di San Francisco, ne discusse in un programma di quattro ore aperto alle telefonate del pubblico. Una donna chiamò e diede dettagli sul comportamento violento degli Hell's Angels assoldati come security al concerto, in cui nessun partecipante reagì per la paura. Raccontò inoltre che tentò di denunciare la violenza del gruppo di bikers ma venne zittita dai presenti per paura di ritorsioni. In risposta alla testimonianza, il conduttore Scoop Nisker menzionò l'effetto spettatore e la vicenda di Kitty Genovese[30].

### Teatro
- Nel 2005 una pièce teatrale, The Witnesses of Kitty Genovese di J.R. Teeter, sull'ultima notte della vita della ragazza, è stata distribuita e vista in produzioni off-Broadway.[31]

### Televisione
- Nell'episodio undici della nona stagione della serie televisiva Perry Mason, "The Case of the Silent Six" (andato in onda originariamente il 21 novembre del 1965), viene raccontata la brutale aggressione ad una ragazza le cui urla vengono ignorate dai sei residenti del suo condominio, facendo riferimento alla vicenda.
- Un film per la TV del 1975, Death Scream, è liberamente ispirato all'omicidio di Kitty Genovese.[32]
- Un episodio del 1996 della serie televisiva Law & Order, intitolato Remand, è genericamente basato sul caso Genovese.
- In un episodio della serie televisiva Nip/Tuck una paziente, con tono aspro, fissa un appuntamento sotto il nome di Kitty Genovese; questa paziente fissa altri appuntamenti con il nome di vittime famose di omicidi, sia reali sia inventate.
- Nella serie televisiva prodotta da HBO, Girls, nell'episodio sette della quinta stagione andata in onda nel 2016, uno dei protagonisti, Adam, è impegnato in una commedia teatrale basata sulla narrazione della storia di Kitty Genovese.